# ملطخ بالدماء: لعنة القمر
مُلطخ بالدِماء: لعنةُ القَمر (بالإنجليزية: Bloodstained: Curse of the Moon)‏ هي لعبة مَنصة أنتجت عام 2018م من تطوير وتوزيع أنتي كرييتس، وعنوانها تمهيد للعبة مُلطخ بالدِماء: طقوس الليل الصادرة عام 2019م من إنتاج آرت بلاي، والتي تم تصميمها للوفاء بالوعد بالسير على نهج الطراز القديم لعبة طقوس الليل بعد أن تجاوزت حملة كيك ستارتر أهداف التمويل الجماعي. في هذه اللعبة، يقوم زانجيتسو المبارز الملعون بمطاردة الشياطين للانتقام، بالمشاركة مع ثلاث شخصيات أخرى يمكن اللعب بها وهي ميريام وألفريد وجيبيل. تنتهج اللعبة أسلوب معمارية 8 بت الجمالي المشابه لألعاب كاسلفينيا على نظام نينتندو إنترتينمنت سيستمز (NES)، وخاصةً كاسلفينيا 3: دراكولاز كورس الصادرة عام 1989م.
تم تطوير اللعبة في ستة أشهر، وتم الإعلان عنها في مهرجان الألعاب المستقلة اليابانية، وتم إصدارها بعد أسبوعين. اعتبر النقاد اللعبة تخليدًا لكاسلفينيا 3. كما شعر البعض أن اللعبة تلتزم بشدة بنهجها، بينما أشاد آخرون بالمزايا الجديدة وأنماط اللعبة التي أضفت إحساسًا عصريًّا. على الرغم من قصر اللعبة، إلا أنها كانت تحقق الغرض منها كمقدمة لطقوس الليل. تم إصدار تكملة، تضم زانجيتسو وثلاثة شخصيات إضافية جديدة، في يوليو 2020.

## طريقة اللعب
مُلطخ بالدِماء: لعنةُ القَمر هي لعبة منصات للتمرير الجانبي ثنائية الأبعاد تُلعب وتشابه ألعاب كاسلفينيا على نظام نينتندو إنترتينمنت سيستمز (إن إي أس)، وأبرزها كاسلفينيا 3: دراكولا كيرس (1989). مثل كاسلفينيا 3، تتميز اللعبة بمراحل ذات مسارات متفرعة تؤدي إلى رئيس واحد وشخصيات متعددة قابلة للعب. يبدأ اللاعب دور المبارز زانجيتسو، ويمكنه تجنيد ما يصل إلى ثلاث شخصيات أخرى أثناء تقدمهم بما في ذلك ميريام الحاملة للسوط، والساحر المسمى ألفريد، وجِبل الذي يشبه مصاص الدماء. لكل شخصية أسلحة ومهارات ونقاط صحية وأنماط هجوم مختلفة تجعلها أكثر ملاءمة للمواقف المختلفة. يمكن للاعب التبديل بين هذه الشخصيات على الفور في أي وقت. إذا ماتت شخصية ما، فإنها تصبح غير متوفرة لبقية المستوى، مما قد يحد من قدرة اللاعب على استكشاف بقية المرحلة. في مثل هذه الحالات، يمكن للاعب إعادة تشغيل المستوى بكل الشخصيات مرة أخرى. يتمتع اللاعب بالقدرة على تمكين وتعطيل حياة غير محدودة ويتم إقصاء شخصية اللاعب عندما يضربها عدو، وهي سمة من سمات طريقة اللعب الكلاسيكية في كاسلفينيا.هناك أيضًا وضع اندفاع الزعيم وخيارات أخرى لزيادة صعوبة اللعبة.

## الحبكة
القصة تتبع زانجيتسو، المبارز الذي يبحث عن الانتقام من الشياطين الذين سبوه بطريقة سحرية. وهو يشعر بوجود شيطان عظيم، ويقسم أن يقتل كل الشياطين التي يمكنه العثور عليها بينما يبحث في مناطق لعنة القمر. خلال بحثه التقى بميريام وألفريد وجِبل. بناءً على كيفية تعامل بطل الرواية مع المسافرين الآخرين، تتغير النهاية. في جميع المسارات، يحارب أرشديمون غريموري في المرحلة النهائية. إذا تحالف زانجيتسو مع جميع أعضاء الحزب الثلاثة المحتملين، وقام بصَد هجوم غريموري الأخير على الفريق، الذي يمتص القوة المظلمة ويصبح فاسدًا. تمكنت ميريام وألفريد وجِبل من الهروب من القلعة، لكنهم لا يستطيعون نسيان زانجيتسو الذي تُرك وراءهم. إذا تجاهل بطل الرواية جميع أعضاء الفريق الثلاثة المحتملين وسافر بمفرده، فسيصل الثلاثة لمنع هجوم غريموري الأخير، والتضحية بأنفسهم وإنقاذ الشخصية الرئيسية. إذا خلط زانجيتسو بين تجنيد الآخرين وتجاهلهم وقتلهم، فإنه (وأي حلفاء) سيغادر القلعة ويشاهدها وهي تنهار مع شروق الشمس، لكن المبارز لم يتحرر من لعنته. إذا اختار زانجيتسو قتل الثلاثة الآخرين وامتصاص قوتهم فسوف يمتص هجوم الطاقة المظلمة لـ غريموري ويصبح الإمبراطور المظلم الجديد. في وضع «نايتمير»، يتم فتح القفل إذا هزم اللاعب اللعبة أثناء تجنيد الحلفاء الثلاثة المحتملين، تسافر ميريام وألفريد وجِبل مرة أخرى إلى القلعة لهزيمة زانج لعدو الأخير لهذا الوضع. الثلاثة يقتلون الإمبراطور ويحررون روحه من لعنة القمر.

## التطوير
ملطخ بالدماء: لعنة القمر هو عنوان مصاحب للالأكبر ملطخ بالدماء: طقوس الليل، لعبة ميترويدفانيا لمنتج سلسلة كاسلفينيا السابق كوجي إيجاراشي. عندما تم تمويل ريتشوال أوف ذا نايت بتمويل جماعي من خلال كيك ستارتر، وعُد أحد الأهداف الممتدة بلعبة صغيرة على الطراز القديم. لتحقيق هذا الوعد، تم تطوير لعنة القمر من قبل أنتي كرييتس، فريق من موظفي كابكوم السابقين بقيادة الرئيس تاكويا ايزو. كانت لديهم خبرة في إنشاء الألعاب بأسلوب رجعي من قبل، بما في ذلك ميقا مان 9 وبلاستر ماستر زيرو. كانوا في الأصل يدعمون تطوير ريتشوال أوف ذا نايت، لكنهم بدأوا التخطيط للعنة القمر بعد الانتهاء من إصدار ألفا الأصلي من ريتشوال أوف ذا نايت لمعرض إي 3 التجاري لعام 2016. انسحبت أنتي كرييتس في النهاية من تطوير ريتشوال أوف ذا نايت وبدأت العمل على كِيرس أوف ذا مُون بشكل جدي في أواخر عام 2017. تمت إدارة أسلوب اللعب العام والتصميم الفني للعبة بشكل أساسي بواسطة أنتي كرييتس، مع إعطاء إيغاراشي بعض السيناريوهات والإشراف فقط لضمان الاتصال بـ ريتشوال أوف ذا نايت. اعتقد إيغارشي أن تجربة أنتي كرييتس مع الألعاب ثنائية الأبعاد جعلتها استوديوًا جيدًا للتعامل مع المشروع، وكان الاستوديو حريصًا على تجربته أيضًا. نظرًا لأن اللعبة الرئيسية ستكون من نوع ميترويدفانيا، فقد تم التخطيط لـ كِيرس أوف ذا مُون منذ البداية كلعبة على الطراز الكلاسيكي مع مراحل مستقلة ورؤساء. يهدف الفريق إلى استعادة جوهر ألعاب كاسلفينيا ذات 8 بت. أضافوا عناصر اللعب والميزات التي كان من الممكن أن تكون مستحيلة على أجهزة 8 بت. يعتقد إيزو أن اللاعبين يتذكرون ألعاب 8 بت تبدو أفضل في ذاكرتهم، ولذلك قاموا بتطبيق تأثيرات بصرية متقدمة لم تكن ممكنة على أجهزة 8 بت لمنح اللاعبين ما يتوقعونه. وهذا يشمل النقوش المتحركة الكبيرة للغاية والمزيد من التمرير المنظر أكثر من الممكن على النظام. لإبقاء القصة مثيرة للاهتمام، أصبح زانجيتسو الشخصية الرئيسية بدلاً من ميريام التي تلعب دور البطولة في ريتشوال أوف ذا نايت، وكان الجدول الزمني قد تم تعيينه في الماضي 10 سنوات. تم تطوير اللعبة في حوالي ستة أشهر. على الرغم من أنه تم التخطيط في الأصل لتكون لعبة بداية، إلا أن إيزو يعتقد أن اللعبة نمت لتصبح أكثر من كونها عرضية.

## الإصدار
كشفت شركة أنتي كرييتس عن لعبة كِيرس أوف ذا مُون في 12 مايو 2018، في بت سومِت، وهو مهرجان سنوي للألعاب المستقلة في كيوتو. تم إصداره بعد أسبوعين في 24 مايو 2018، على نينتندو سويتش ونينتندو ثري دي إس وبلاي ستيشن 4 وبلاي ستيشن فيتا ومايكروسوفت ويندوز. وصلت إلى إكس بوكس في 6 يونيو. تلقى بعض ممولي ريتشوال أوف ذا نايت من كيك ستارتر المؤهلين اللعبة مجانًا. تم تقديم اللعبة مجانًا للاعبي إكس بوكس ون في فبراير 2019 من خلال جيم ويز غولد. أصدرت شركة ليمتد رن غيمز إصدارات مادية من أجهزة سويتش وبلاي ستيشن 4 وفيتا في 15 مارس 2019، إلى جانب إصدار محدود أغلى ثمناً.

## الاستقبال
| استقبال |                                                |
| --- | ---------------------------------------------- |
| مجموع النقاط المجموع نقاط ميتاكريتيك NS: 82/100 [ 15 ] PC: 77/100 [ 16 ] PS4: 82/100 [ 17 ] XONE: 70/100 [ 18 ] نتائج المراجعة نشرة نقاط دستركتويد 8/10 [ 19 ] غيم إنفورمر 7.5/10 [ 20 ] آي جي إن 8.2/10 [ 4 ] 8.0/10 (Japan) [ 21 ] نينتندو لايف 8/10 [ 22 ] نينتندو ورلد ريبورت 8/10 [ 23 ] بي سي غيمر (الولايات المتحدة) 80/100 [ 24 ] M! Games 85/100 [ 5 ] |                                                |
| مجموع النقاط |                                                |
| المجموع | نقاط                                           |
| ميتاكريتيك | NS: 82/100 PC: 77/100 PS4: 82/100 XONE: 70/100 |
| نتائج المراجعة |                                                |
| نشرة | نقاط                                           |
| دستركتويد | 8/10                                           |
| غيم إنفورمر | 7.5/10                                         |
| آي جي إن | 8.2/10 8.0/10 (Japan)                          |
| نينتندو لايف | 8/10                                           |
| نينتندو ورلد ريبورت | 8/10                                           |
| بي سي غيمر (الولايات المتحدة) | 80/100                                         |
| M! Games | 85/100                                         |

وجد النقاد أن لعبة كِيرس أوف ذا مُون جذابة كإشادة بألعاب كاسلفينيا على إن إي إس واعتقدوا أن اللاعبين الذين استمتعوا بهذه الألعاب سيستمتعون بالأولى. على وجه الخصوص، اعتقدوا أن اللعبة كانت تكريمًا لـ كاسلفينيا 3: دراكولا كيرس بسبب مساراتها المتفرعة وشخصياتها المتعددة القابلة للعب. كتبت أي إن جي أن اللعبة «تسير على خط رفيع بين الولاء والسرقة الصريحة» واعتقدت أن اللعبة كانت تكريمًا ناجحًا، وربما تم إجراؤها «بشكل دقيق للغاية من أجل مصلحتها». نادي ذا. أي. في. وافق على ذلك، وكتب أن أنتي كرييتس استعارت بنجاح مفاهيم وشخصيات كاسلفينيا 3، لكنها قامت بتعديلها «إلى شكل يشعر بأنه مألوف وحديث.» أطلقوا عليها اسم «ارتداد» لألعاب إن إي إس «المزاجية والصعبة للغاية».
كتب كل من بي سي غيمر ونينتندو لاٌيف أن اللعبة ظلت دقيقة بشكل وثيق مع طريقة اللعب في ألعاب كاسلفينيا 8 بت، للأفضل أو للأسوأ. قارنت بي سي غيمر اللعبة بكيفية بناء شوفل نايت على أسس الألعاب الكلاسيكية، وكتبت أن لعنةُ القَمر «تسير على خطى تلك المفضلة ذات 8 بت [...] أولئك الذين لديهم أعمق مودة للرجعة لتلك الألعاب هم الأكثر احتمالا لأن يجدونها مجرد لمسة مألوفة للغاية.» من ناحية الرسومات، اعتقد النقاد أن اللعبة كانت ناجحة في الحصول على مظهر رسومي 8 بت، على الرغم من أن البعض الآخر وجد تناقضات. جادل تقرير أي إن جي ونينتندو وورلد ريبورت بأن بعض الرؤساء لا يبدو أنهم يتناسبون مع الجوانب الجمالية. أطلق عليها هاردكور غيمر «واحدة من أفضل الألعاب المستوحاة من 8 بت في السوق.» 
يعتقد الصحفيون أن لعبة كِيرس أوف ذا مُون قد نجحت في إعادة إنتاج إحساس ألعاب كاسلفينيا الأصلية بينما كانت تتمتع أيضًا بمظهر أكثر حداثة مع حركة أسرع وأقل صلابة وأسلوب لعب أكثر تسامحًا. . شعرت غيم إنفورمر أن تمسك اللعبة بأساليب الألعاب القديمة، مثل سرعة الهجمات البطيئة والوفيات الرخيصة، أضعف التجربة. تمت الإشادة بتنوع الخيارات والصعوبات في اللعبة باعتبارها جذابة لجميع أنواع اللاعبين الذين يبحثون عن تجارب اللعب القديمة والحديثة. أحب بعض الصحفيين كيف أضفت مجموعة متنوعة من الشخصيات مزيدًا من العمق على طريقة اللعب وقيمة إعادة التشغيل. . شعر النقاد أن اللعبة كانت قصيرة، لكنها ما زالت تحقق الغرض منها كعنوان مصاحب ومقدمة لطقوس الليل.

## المبيعات
في غضون أسبوع من العرض، باعت كِيرس أوف ذا مُون أكثر من 100000 نسخة، مع 56 ٪ من المبيعات على سويتش. جاء ما يقرب من ثلثي مبيعات المنصة من أمريكا الشمالية.

## تكملة
المقال الرئيسي: ملطخ بالدماء: لعنة القمر 2
تم الإعلان عن تكملة، مُلطخ بالدِماء: لعنةُ القَمر 2 في يونيو 2020 كجزء من نيو غيم بلس إكسبو، وتم إصدارها لنظام التشغيل ويندوز وبلاي ستيشن 4 وإكس بوكس ون ونينتندو سويتش في 10 يوليو 2020. ولا يزال زانجيتسو هو اللاعب الرئيسي- شخصية، لكن كِيرس أوف ذا مُون 2 تقدم ثلاثة رفقاء جُدد يمكن تبديلهم كما في اللعبة الأولى: دومنيك، الذي يستخدم الرماح؛ روبرت الذي يستخدم البنادق. وهاشي، فصيل كورجي يقود إنسانًا آليًا. تحتفظ التكملة بخيارات الصعوبة المتعددة للأصل مع توفر كل من الوضع العادي ووضع المخضرم.